# Prêmio Nebula de Melhor Conto
O Prêmio Nebula de Melhor Conto é dado a cada ano pela Science Fiction and Fantasy Writers of America (SFWA) para contos de ficção científica ou fantasia. Uma obra de ficção é definida pela organização como um conto se tiver menos de 7.500 palavras. Também são dados prêmios para trabalhos mais longos nas categorias de romance, novela e novelette. Para ser elegível ao Prêmio Nebula, um conto deve ser publicado em inglês nos Estados Unidos. Obras publicadas em inglês em outros lugares do mundo também são elegíveis, desde que sejam disponibilizadas em um site ou em edição eletrônica. O Prémio Nebula de Melhor Conto tem sido atribuído anualmente desde 1966. O prêmio já foi descrito como um dos "mais importantes prêmios da ficção científica americana" e "o equivalente da ficção científica e fantasia" ao Emmy.

## Processo de seleção
Os indicados e vencedores do Prêmio Nebula são escolhidos por membros da SFWA, embora os autores indicados não precisem ser membros. As obras são nomeadas todo ano, entre 15 de novembro e 15 de fevereiro, por autores membros da organização. As seis obras que receberem o maior número de nomeações formam a cédula de votação final, com a possibilidade de candidatos adicionais em caso de empate. Os membros podem votar na cédula de votação durante o mês de Março. Os resultados finais são apresentados na cerimônia de premiação do Prêmio Nebula em maio. Os autores não são autorizados a nomear suas próprias obras, e empates na votação final são quebrados, se possível, pelo número de nomeações recebidas pelas obras. Começando em 2009, as regras foram mudadas para o formato atual. Até então, o período de elegibilidade de candidaturas era definido como um ano após a data de publicação, o que permitia a possibilidade de nomeação de obras no ano-calendário seguinte ao da sua publicação para, depois, possivelmente ganharem o prêmio no ano-calendário posterior. Obras eram adicionadas a uma lista preliminar para o ano se elas tivessem dez ou mais indicações. A partir de uma votação nestas obras preliminares, criavasse uma cédula final, para a qual o painel de organização da SFWA estava autorizado a adicionar uma obra adicional.

## Estatísticas do prêmio
Durante os 52 anos de nomeação, 211 autores tiveram obras nomeadas. 38 destes ganharam, incluindo o co-autores. Um desses autores, Lisa Tuttle, recusou seu prêmio, e em 1971, ninguém ganhou, pois o maior número de votos foi dado a "nenhum prêmio". Harlan Ellison venceu três vezes em oito indicações, tanto o maior número de vitórias, quanto o maior número de nomeações de qualquer autor. Dez autores venceram duas vezes, com Karen Joy Fowler com sete nomeações e Gardner Dozois em seis, tendo ele o maior númoer de nomeações depois de Ellison. Michael Swanwick tem o maior número de nomeações para conto sem ganhar, com seis, e logo a seguir vem Howard Waldrop e Gene Wolfe com cinco nomeações cada. Nenhum outro autor foi nomeado mais de quatro vezes.

## Vencedores e nomeados
Na tabela a seguir, os anos que correspondem à data da cerimônia, em vez de quando o conto foi publicado pela primeira vez. Cada ano contém um link para o artigo "ano na literatura" correspondente. Itens com um fundo azul e um asterisco (*) ao lado do nome do escritor ganharam o prêmio; aqueles com um fundo branco são os outros indicados. Itens com um fundo cinza e um sinal de mais (+) marcam o ano que o vencedor foi "nenhum prêmio".
  *  Vencedores e vencedores em comum
  +  Nenhum vencedor escolhido
| Ano  | Autor(es)                | Conto                                                                                   | Editora ou publicação                                             | Ref.   |
| ---- | ------------------------ | --------------------------------------------------------------------------------------- | ----------------------------------------------------------------- | ------ |
| 1966 | Harlan Ellison*          | "'Repent, Harlequin!' Said the Ticktockman"                                             | Galaxy Science Fiction                                            | [ 6 ]  |
| 1966 | Isaac Asimov             | "Eyes Do More Than See"                                                                 | The Magazine of Fantasy & Science Fiction                         | [ 6 ]  |
| 1966 | Isaac Asimov             | "Founding Father"                                                                       | Galaxy Science Fiction                                            | [ 6 ]  |
| 1966 | J. G. Ballard            | "Souvenir"                                                                              | Playboy                                                           | [ 6 ]  |
| 1966 | Donald Barthelme         | "Game"                                                                                  | The New Yorker                                                    | [ 6 ]  |
| 1966 | Jane Beauclerk           | "Lord Moon"                                                                             | The Magazine of Fantasy & Science Fiction                         | [ 6 ]  |
| 1966 | Lin Carter               | "Uncollected Works"                                                                     | The Magazine of Fantasy & Science Fiction                         | [ 6 ]  |
| 1966 | John Christopher         | "A Few Kindred Spirits"                                                                 | The Magazine of Fantasy & Science Fiction                         | [ 6 ]  |
| 1966 | Avram Davidson           | "The House the Blakeneys Built"                                                         | The Magazine of Fantasy & Science Fiction                         | [ 6 ]  |
| 1966 | Gordon R. Dickson        | "Computers Don't Argue"                                                                 | Analog Science Fact & Fiction                                     | [ 6 ]  |
| 1966 | Thomas M. Disch          | "Come to Venus Melancholy"                                                              | The Magazine of Fantasy & Science Fiction                         | [ 6 ]  |
| 1966 | James A. Durham          | "Of One Mind"                                                                           | If                                                                | [ 6 ]  |
| 1966 | H. L. Gold               | "Inside Man"                                                                            | Galaxy Science Fiction                                            | [ 6 ]  |
| 1966 | Ron Goulart              | "Calling Dr. Clockwork"                                                                 | Amazing Stories                                                   | [ 6 ]  |
| 1966 | Alex Kirs                | "Better Than Ever"                                                                      | The Magazine of Fantasy & Science Fiction                         | [ 6 ]  |
| 1966 | R. A. Lafferty           | "In Our Block"                                                                          | If                                                                | [ 6 ]  |
| 1966 | R. A. Lafferty           | "Slow Tuesday Night"                                                                    | Galaxy Science Fiction                                            | [ 6 ]  |
| 1966 | Fritz Leiber             | "Cyclops"                                                                               | Worlds of Tomorrow                                                | [ 6 ]  |
| 1966 | Fritz Leiber             | "The Good New Days"                                                                     | Galaxy Science Fiction                                            | [ 6 ]  |
| 1966 | Larry McCombs            | "The Peacock King"                                                                      | The Magazine of Fantasy & Science Fiction                         | [ 6 ]  |
| 1966 | Ted White                | "The Peacock King"                                                                      | The Magazine of Fantasy & Science Fiction                         | [ 6 ]  |
| 1966 | Scott Nichols            | "Though a Sparrow Fall"                                                                 | Analog Science Fact & Fiction                                     | [ 6 ]  |
| 1966 | Larry Niven              | "Becalmed in Hell"                                                                      | The Magazine of Fantasy & Science Fiction                         | [ 6 ]  |
| 1966 | Larry Niven              | "Wrong-Way Street"                                                                      | Galaxy Science Fiction                                            | [ 6 ]  |
| 1966 | Richard Olin             | "The Mischief Maker"                                                                    | Analog Science Fact & Fiction                                     | [ 6 ]  |
| 1966 | Edgar Pangborn           | "A Better Mousehole"                                                                    | Galaxy Science Fiction                                            | [ 6 ]  |
| 1966 | Mack Reynolds            | "A Leader for Yesteryear"                                                               | If                                                                | [ 6 ]  |
| 1966 | Robert Rohrer            | "Keep Them Happy"                                                                       | The Magazine of Fantasy & Science Fiction                         | [ 6 ]  |
| 1966 | James H. Schmitz         | "Balanced Ecology"                                                                      | Analog Science Fact & Fiction                                     | [ 6 ]  |
| 1966 | Clifford D. Simak        | "Over the River and Through the Woods"                                                  | Amazing Stories                                                   | [ 6 ]  |
| 1966 | Richard Wilson           | "The Eight Billion"                                                                     | The Magazine of Fantasy & Science Fiction                         | [ 6 ]  |
| 1966 | Roger Zelazny            | "Devil Car"                                                                             | Galaxy Science Fiction                                            | [ 6 ]  |
| 1967 | Richard McKenna*         | "The Secret Place"                                                                      | Orbit 1 (G. P. Putnam's Sons)                                     | [ 7 ]  |
| 1967 | Brian Aldiss             | "Man In His Time"                                                                       | Who Can Replace a Man? (Harcourt, Brace & World)                  | [ 7 ]  |
| 1967 | Bob Shaw                 | "Light of Other Days"                                                                   | Analog Science Fact & Fiction                                     | [ 7 ]  |
| 1968 | Samuel R. Delany*        | ""Aye, and Gomorrah…""                                                                  | Dangerous Visions (Doubleday)                                     | [ 8 ]  |
| 1968 | Reginald Bretnor         | "Earthwoman"                                                                            | The Magazine of Fantasy & Science Fiction                         | [ 8 ]  |
| 1968 | Samuel R. Delany         | "Driftglass"                                                                            | If                                                                | [ 8 ]  |
| 1968 | Fritz Leiber             | "Answering Service"                                                                     | If                                                                | [ 8 ]  |
| 1968 | Theodore L. Thomas       | "The Doctor"                                                                            | Orbit 2 (G. P. Putnam's Sons)                                     | [ 8 ]  |
| 1968 | Kate Wilhelm             | "Baby, You Were Great"                                                                  | Orbit 2 (G. P. Putnam's Sons)                                     | [ 8 ]  |
| 1969 | Kate Wilhelm*            | "The Planners"                                                                          | Orbit 3 (G. P. Putnam's Sons)                                     | [ 9 ]  |
| 1969 | Poul Anderson            | "Kyrie"                                                                                 | The Farthest Reaches (Trident Press)                              | [ 9 ]  |
| 1969 | Terry Carr               | "The Dance of the Changer and the Three"                                                | The Farthest Reaches (Trident Press)                              | [ 9 ]  |
| 1969 | H. H. Hollis             | "Sword Game"                                                                            | Galaxy Science Fiction                                            | [ 9 ]  |
| 1969 | Damon Knight             | "Masks"                                                                                 | Playboy                                                           | [ 9 ]  |
| 1969 | Robert Taylor            | "Idiot's Mate"                                                                          | Amazing Stories                                                   | [ 9 ]  |
| 1970 | Robert Silverberg*       | "Passengers"                                                                            | Orbit 4 (G. P. Putnam's Sons)                                     | [ 10 ] |
| 1970 | Harlan Ellison           | "Shattered Like a Glass Goblin"                                                         | Orbit 4 (G. P. Putnam's Sons)                                     | [ 10 ] |
| 1970 | Larry Niven              | "Not Long Before the End"                                                               | The Magazine of Fantasy & Science Fiction                         | [ 10 ] |
| 1970 | Theodore Sturgeon        | "The Man Who Learned Loving"                                                            | The Magazine of Fantasy & Science Fiction                         | [ 10 ] |
| 1970 | James Tiptree, Jr.       | "The Last Flight of Dr. Ain"                                                            | Galaxy Science Fiction                                            | [ 10 ] |
| 1971 | (no award)+              |                                                                                         |                                                                   | [ 11 ] |
| 1971 | Gardner Dozois           | "A Dream at Noonday"                                                                    | Orbit 7 (G. P. Putnam's Sons)                                     | [ 11 ] |
| 1971 | Harry Harrison           | "By the Falls"                                                                          | If                                                                | [ 11 ] |
| 1971 | R. A. Lafferty           | "Entire and Perfect Chrysolite"                                                         | Orbit 6 (G. P. Putnam's Sons)                                     | [ 11 ] |
| 1971 | Keith Laumer             | "In the Queue"                                                                          | Orbit 7 (G. P. Putnam's Sons)                                     | [ 11 ] |
| 1971 | James Sallis             | "The Creation of Bennie Good"                                                           | Orbit 6 (G. P. Putnam's Sons)                                     | [ 11 ] |
| 1971 | Kate Wilhelm             | "A Cold Dark Night with Snow"                                                           | Orbit 6 (G. P. Putnam's Sons)                                     | [ 11 ] |
| 1971 | Gene Wolfe               | "The Island of Doctor Death and Other Stories"                                          | Orbit 7 (G. P. Putnam's Sons)                                     | [ 11 ] |
| 1972 | Robert Silverberg*       | "Good News from the Vatican"                                                            | Universe 1 (Doubleday)                                            | [ 12 ] |
| 1972 | Gardner Dozois           | "Horse of Air"                                                                          | Orbit 8 (G. P. Putnam's Sons)                                     | [ 12 ] |
| 1972 | Stephen Goldin           | "The Last Ghost"                                                                        | Protostars (Ballantine Books)                                     | [ 12 ] |
| 1972 | George Zebrowski         | "Heathen God"                                                                           | The Magazine of Fantasy & Science Fiction                         | [ 12 ] |
| 1973 | Joanna Russ*             | "When It Changed"                                                                       | Again, Dangerous Visions (Doubleday)                              | [ 13 ] |
| 1973 | Harlan Ellison           | "On the Downhill Side"                                                                  | Universe 2 (Doubleday)                                            | [ 13 ] |
| 1973 | Frederik Pohl            | "Shaffery Among the Immortals"                                                          | The Magazine of Fantasy & Science Fiction                         | [ 13 ] |
| 1973 | Robert Silverberg        | "When We Went to See the End of the World"                                              | Universe 2 (Doubleday)                                            | [ 13 ] |
| 1973 | James Tiptree, Jr.       | "And I Awoke and Found Me Here on the Cold Hill's Side"                                 | The Magazine of Fantasy & Science Fiction                         | [ 13 ] |
| 1973 | Gene Wolfe               | "Against the Lafayette Escadrille"                                                      | Again, Dangerous Visions (Doubleday)                              | [ 13 ] |
| 1974 | James Tiptree, Jr.*      | "Love Is the Plan the Plan Is Death"                                                    | The Alien Condition (Ballantine Books)                            | [ 14 ] |
| 1974 | Edward Bryant            | "Shark"                                                                                 | Orbit 12 (G. P. Putnam's Sons)                                    | [ 14 ] |
| 1974 | George R. R. Martin      | "With Morning Comes Mistfall"                                                           | Analog Science Fact & Fiction                                     | [ 14 ] |
| 1974 | Vonda N. McIntyre        | "Wings"                                                                                 | The Alien Condition (Ballantine Books)                            | [ 14 ] |
| 1974 | Norman Spinrad           | "A Thing of Beauty"                                                                     | Analog Science Fact & Fiction                                     | [ 14 ] |
| 1974 | Gene Wolfe               | "How I Lost the Second World War and Helped Turn Back the German Invasion"              | Analog Science Fact & Fiction                                     | [ 14 ] |
| 1975 | Ursula K. Le Guin*       | "The Day Before the Revolution"                                                         | Galaxy Science Fiction                                            | [ 15 ] |
| 1975 | Philip José Farmer       | "After King Kong Fell"                                                                  | Omega (Walker & Co.)                                              | [ 15 ] |
| 1975 | Roger Zelazny            | "The Engine at Heartspring's Center"                                                    | Analog Science Fact & Fiction                                     | [ 15 ] |
| 1976 | Fritz Leiber*            | "Catch That Zeppelin!"                                                                  | The Magazine of Fantasy & Science Fiction                         | [ 16 ] |
| 1976 | Gregory Benford          | "Doing Lennon"                                                                          | Analog Science Fact & Fiction                                     | [ 16 ] |
| 1976 | Gregory Benford          | "White Creatures"                                                                       | New Dimensions 5 (Harper & Row)                                   | [ 16 ] |
| 1976 | Jorge Luis Borges        | "Utopia of a Tired Man"                                                                 | The New Yorker                                                    | [ 16 ] |
| 1976 | Algis Budrys             | "A Scraping at the Bones"                                                               | Analog Science Fact & Fiction                                     | [ 16 ] |
| 1976 | Phyllis Eisenstein       | "Attachment"                                                                            | Amazing Stories                                                   | [ 16 ] |
| 1976 | Harlan Ellison           | "Shatterday"                                                                            | Gallery                                                           | [ 16 ] |
| 1976 | Nicholas Fisk            | "Find the Lady"                                                                         | New Dimensions 5 (Harper & Row)                                   | [ 16 ] |
| 1976 | Charles L. Grant         | "White Wolf Calling"                                                                    | The Magazine of Fantasy & Science Fiction                         | [ 16 ] |
| 1976 | Richard A. Lupoff        | "Sail the Tide of Mourning"                                                             | New Dimensions 5 (Harper & Row)                                   | [ 16 ] |
| 1976 | P. J. Plauger            | "Child of All Ages"                                                                     | Analog Science Fact & Fiction                                     | [ 16 ] |
| 1976 | Frederik Pohl            | "Growing Up in Edge City"                                                               | Epoch (Berkley Books)                                             | [ 16 ] |
| 1976 | Craig Strete             | "Time Deer"                                                                             | If                                                                | [ 16 ] |
| 1977 | Charles L. Grant*        | "A Crowd of Shadows"                                                                    | The Magazine of Fantasy & Science Fiction                         | [ 17 ] |
| 1977 | Joe Haldeman             | "Tricentennial"                                                                         | Analog Science Fact & Fiction                                     | [ 17 ] |
| 1977 | Thomas F. Monteleone     | "Breath's a Ware That Will Not Keep"                                                    | Dystopian Visions (Prentice Hall)                                 | [ 17 ] |
| 1977 | Jake Saunders            | "Back to the Stone Age"                                                                 | Lone Star Universe (Heidelberg Publishers)                        | [ 17 ] |
| 1977 | Lisa Tuttle              | "Stone Circle"                                                                          | Amazing Stories                                                   | [ 17 ] |
| 1977 | Howard Waldrop           | "Mary Margaret Road-Grader"                                                             | Orbit 18 (G. P. Putnam's Sons)                                    | [ 17 ] |
| 1978 | Harlan Ellison*          | "Jeffty Is Five"                                                                        | The Magazine of Fantasy & Science Fiction                         | [ 18 ] |
| 1978 | Dennis R. Bailey         | "Tin Woodman"                                                                           | Amazing Stories                                                   | [ 18 ] |
| 1978 | David Bischoff           | "Tin Woodman"                                                                           | Amazing Stories                                                   | [ 18 ] |
| 1978 | Edward Bryant            | "The Hibakusha Gallery"                                                                 | Penthouse                                                         | [ 18 ] |
| 1978 | Thomas F. Monteleone     | "Camera Obscura"                                                                        | Cosmos                                                            | [ 18 ] |
| 1978 | John Varley              | "Air Raid"                                                                              | Asimov's Science Fiction                                          | [ 18 ] |
| 1979 | Edward Bryant*           | "Stone"                                                                                 | The Magazine of Fantasy & Science Fiction                         | [ 19 ] |
| 1979 | C. J. Cherryh            | "Cassandra"                                                                             | The Magazine of Fantasy & Science Fiction                         | [ 19 ] |
| 1979 | Jack Dann                | "A Quiet Revolution for Death"                                                          | New Dimensions 8 (Harper & Row)                                   | [ 19 ] |
| 1980 | Edward Bryant*           | "giANTS"                                                                                | Analog Science Fact & Fiction                                     | [ 20 ] |
| 1980 | Michael Bishop           | "Vernalfest Morning"                                                                    | Chrysalis 3 (Zebra Books)                                         | [ 20 ] |
| 1980 | Orson Scott Card         | "Unaccompanied Sonata"                                                                  | Omni                                                              | [ 20 ] |
| 1980 | Tanith Lee               | "Red as Blood"                                                                          | The Magazine of Fantasy & Science Fiction                         | [ 20 ] |
| 1980 | George R. R. Martin      | "The Way of Cross and Dragon"                                                           | Omni                                                              | [ 20 ] |
| 1980 | Joanna Russ              | "The Extraordinary Voyages of Amélie Bertrand"                                          | The Magazine of Fantasy & Science Fiction                         | [ 20 ] |
| 1981 | Clifford D. Simak*       | "Grotto of the Dancing Deer"                                                            | Analog Science Fact & Fiction                                     | [ 21 ] |
| 1981 | Charles L. Grant         | "Secrets of the Heart"                                                                  | The Magazine of Fantasy & Science Fiction                         | [ 21 ] |
| 1981 | Bob Leman                | "Window"                                                                                | The Magazine of Fantasy & Science Fiction                         | [ 21 ] |
| 1981 | Gene Wolfe               | "War Beneath the Tree"                                                                  | Omni                                                              | [ 21 ] |
| 1981 | Craig Strete (withdrawn) | "A Sunday Visit with Great-Grandfather"                                                 | New Dimensions 11 (Harper & Row)                                  | [ 21 ] |
| 1982 | Lisa Tuttle* (refused)   | "The Bone Flute"                                                                        | The Magazine of Fantasy & Science Fiction                         | [ 23 ] |
| 1982 | Jack Dann                | "Going Under"                                                                           | Omni                                                              | [ 23 ] |
| 1982 | Gardner Dozois           | "Disciples"                                                                             | Penthouse                                                         | [ 23 ] |
| 1982 | William Gibson           | "Johnny Mnemonic"                                                                       | Omni                                                              | [ 23 ] |
| 1982 | George Guthridge         | "The Quiet"                                                                             | The Magazine of Fantasy & Science Fiction                         | [ 23 ] |
| 1982 | Kim Stanley Robinson     | "Venice Drowned"                                                                        | Universe 11 (Doubleday)                                           | [ 23 ] |
| 1982 | Timothy R. Sullivan      | "Zeke"                                                                                  | Twilight Zone                                                     | [ 23 ] |
| 1982 | John Varley              | "The Pusher"                                                                            | The Magazine of Fantasy & Science Fiction                         | [ 23 ] |
| 1983 | Connie Willis*           | "A Letter from the Clearys"                                                             | Asimov's Science Fiction                                          | [ 24 ] |
| 1983 | Greg Bear                | "Petra"                                                                                 | Omni                                                              | [ 24 ] |
| 1983 | Jack C. Haldeman II      | "High Steel"                                                                            | The Magazine of Fantasy & Science Fiction                         | [ 24 ] |
| 1983 | Jack Dann                | "High Steel"                                                                            | The Magazine of Fantasy & Science Fiction                         | [ 24 ] |
| 1983 | Barry N. Malzberg        | "Corridors"                                                                             | The Engines of the Night (Doubleday)                              | [ 24 ] |
| 1983 | Robert Silverberg        | "The Pope of the Chimps"                                                                | Perpetual Light (Warner Books)                                    | [ 24 ] |
| 1983 | Howard Waldrop           | "God's Hooks!"                                                                          | Universe 12 (Doubleday)                                           | [ 24 ] |
| 1984 | Gardner Dozois*          | "The Peacemaker"                                                                        | Asimov's Science Fiction                                          | [ 25 ] |
| 1984 | Leigh Kennedy            | "Her Furry Face"                                                                        | Asimov's Science Fiction                                          | [ 25 ] |
| 1984 | Jack McDevitt            | "Cryptic"                                                                               | Asimov's Science Fiction                                          | [ 25 ] |
| 1984 | Chad Oliver              | "Ghost Town"                                                                            | Analog Science Fact & Fiction                                     | [ 25 ] |
| 1984 | Hilbert Schenck          | "The Geometry of Narrative"                                                             | Analog Science Fact & Fiction                                     | [ 25 ] |
| 1984 | William F. Wu            | "Wong's Lost and Found Emporium"                                                        | Amazing Stories                                                   | [ 25 ] |
| 1985 | Gardner Dozois*          | "Morning Child"                                                                         | Omni                                                              | [ 26 ] |
| 1985 | George Alec Effinger     | "The Aliens Who Knew, I Mean, Everything"                                               | The Magazine of Fantasy & Science Fiction                         | [ 26 ] |
| 1985 | Lucius Shepard           | "Salvador"                                                                              | The Magazine of Fantasy & Science Fiction                         | [ 26 ] |
| 1985 | Bruce Sterling           | "Sunken Gardens"                                                                        | Omni                                                              | [ 26 ] |
| 1985 | Gene Wolfe               | "A Cabin on the Coast"                                                                  | The Magazine of Fantasy & Science Fiction                         | [ 26 ] |
| 1985 | George Zebrowski         | "The Eichmann Variations"                                                               | Light Years and Dark (Berkley Books)                              | [ 26 ] |
| 1986 | Nancy Kress*             | "Out of All Them Bright Stars"                                                          | The Magazine of Fantasy & Science Fiction                         | [ 27 ] |
| 1986 | James Blaylock           | "Paper Dragons"                                                                         | Imaginary Lands (Ace Books)                                       | [ 27 ] |
| 1986 | John Crowley             | "Snow"                                                                                  | Omni                                                              | [ 27 ] |
| 1986 | Gardner Dozois           | "The Gods of Mars"                                                                      | Omni                                                              | [ 27 ] |
| 1986 | Jack Dann                | "The Gods of Mars"                                                                      | Omni                                                              | [ 27 ] |
| 1986 | Michael Swanwick         | "The Gods of Mars"                                                                      | Omni                                                              | [ 27 ] |
| 1986 | Joe Haldeman             | "More Than the Sum of His Parts"                                                        | Playboy                                                           | [ 27 ] |
| 1986 | Howard Waldrop           | "Flying Saucer Rock & Roll"                                                             | Omni                                                              | [ 27 ] |
| 1986 | Howard Waldrop           | "Heirs of the Perisphere"                                                               | Playboy                                                           | [ 27 ] |
| 1986 | William F. Wu            | "Hong's Bluff"                                                                          | Omni                                                              | [ 27 ] |
| 1987 | Greg Bear*               | "Tangents"                                                                              | Omni                                                              | [ 28 ] |
| 1987 | Isaac Asimov             | "Robot Dreams"                                                                          | Asimov's Science Fiction                                          | [ 28 ] |
| 1987 | Pat Cadigan              | "Pretty Boy Crossover"                                                                  | Asimov's Science Fiction                                          | [ 28 ] |
| 1987 | James Patrick Kelly      | "Rat"                                                                                   | The Magazine of Fantasy & Science Fiction                         | [ 28 ] |
| 1987 | Nancy Springer           | "The Boy Who Plaited Manes"                                                             | The Magazine of Fantasy & Science Fiction                         | [ 28 ] |
| 1987 | Howard Waldrop           | "The Lions Are Asleep This Night"                                                       | Omni                                                              | [ 28 ] |
| 1988 | Kate Wilhelm*            | "Forever Yours, Anna"                                                                   | Omni                                                              | [ 29 ] |
| 1988 | Pat Cadigan              | "Angel"                                                                                 | Asimov's Science Fiction                                          | [ 29 ] |
| 1988 | Paul Di Filippo          | "Kid Charlemagne"                                                                       | Amazing Stories                                                   | [ 29 ] |
| 1988 | Karen Joy Fowler         | "The Faithful Companion at Forty"                                                       | Asimov's Science Fiction                                          | [ 29 ] |
| 1988 | Lisa Goldstein           | "Cassandra's Photographs"                                                               | Asimov's Science Fiction                                          | [ 29 ] |
| 1988 | Susan Shwartz            | "Temple to a Minor Goddess"                                                             | Amazing Stories                                                   | [ 29 ] |
| 1988 | Lawrence Watt-Evans      | "Why I Left Harry's All-Night Hamburgers"                                               | Asimov's Science Fiction                                          | [ 29 ] |
| 1989 | James K. Morrow*         | "Bible Stories for Adults, No. 17: The Deluge"                                          | Full Spectrum (Bantam Spectra)                                    | [ 30 ] |
| 1989 | Thomas M. Disch          | "Voices of the Kill"                                                                    | Full Spectrum (Bantam Spectra)                                    | [ 30 ] |
| 1989 | John Kessel              | "Mrs. Shummel Exits a Winner"                                                           | Asimov's Science Fiction                                          | [ 30 ] |
| 1989 | Jack McDevitt            | "The Fort Moxie Branch"                                                                 | Full Spectrum (Bantam Spectra)                                    | [ 30 ] |
| 1989 | Pat Murphy               | "Dead Men on TV"                                                                        | Full Spectrum (Bantam Spectra)                                    | [ 30 ] |
| 1989 | Steven Popkes            | "The Color Winter"                                                                      | Asimov's Science Fiction                                          | [ 30 ] |
| 1990 | Geoffrey A. Landis*      | "Ripples in the Dirac Sea"                                                              | Asimov's Science Fiction                                          | [ 31 ] |
| 1990 | Mary C. Aldridge         | "The Adinkra Cloth"                                                                     | Marion Zimmer Bradley's Fantasy Magazine                          | [ 31 ] |
| 1990 | Michael Bishop           | "The Ommatidium Miniatures"                                                             | The Microverse (Bantam Spectra)                                   | [ 31 ] |
| 1990 | Orson Scott Card         | "Lost Boys"                                                                             | The Magazine of Fantasy & Science Fiction                         | [ 31 ] |
| 1990 | Suzy McKee Charnas       | "Boobs"                                                                                 | Asimov's Science Fiction                                          | [ 31 ] |
| 1990 | Bruce Sterling           | "Dori Bangs"                                                                            | Asimov's Science Fiction                                          | [ 31 ] |
| 1991 | Terry Bisson*            | "Bears Discover Fire"                                                                   | Asimov's Science Fiction                                          | [ 32 ] |
| 1991 | Pat Cadigan              | "The Power and the Passion"                                                             | Omni                                                              | [ 32 ] |
| 1991 | Karen Joy Fowler         | "Lieserl"                                                                               | Asimov's Science Fiction                                          | [ 32 ] |
| 1991 | Pat Murphy               | "Love and Sex Among the Invertebrates"                                                  | Alien Sex (Dutton Penguin)                                        | [ 32 ] |
| 1991 | Kim Stanley Robinson     | "Before I Wake"                                                                         | Asimov's Science Fiction                                          | [ 32 ] |
| 1991 | Kristine Kathryn Rusch   | "Story Child"                                                                           | Aboriginal SF                                                     | [ 32 ] |
| 1992 | Alan Brennert*           | "Ma Qui"                                                                                | The Magazine of Fantasy & Science Fiction                         | [ 33 ] |
| 1992 | Terry Bisson             | "They're Made Out of Meat"                                                              | Omni                                                              | [ 33 ] |
| 1992 | Karen Joy Fowler         | "The Dark"                                                                              | The Magazine of Fantasy & Science Fiction                         | [ 33 ] |
| 1992 | John Kessel              | "Buffalo"                                                                               | The Magazine of Fantasy & Science Fiction                         | [ 33 ] |
| 1992 | Martha Soukup            | "Dog's Life"                                                                            | Amazing Stories                                                   | [ 33 ] |
| 1992 | W. Gregory Stewart       | "The Button, and What You Know"                                                         | Amazing Stories                                                   | [ 33 ] |
| 1993 | Connie Willis*           | "Even the Queen"                                                                        | Asimov's Science Fiction                                          | [ 34 ] |
| 1993 | Michael Bishop           | "Life Regarded as a Jigsaw Puzzle of Highly Lustrous Cats"                              | Omni                                                              | [ 34 ] |
| 1993 | Paul Di Filippo          | "Lennon Spex"                                                                           | Amazing Stories                                                   | [ 34 ] |
| 1993 | Nancy Kress              | "The Mountain to Mohammed"                                                              | Asimov's Science Fiction                                          | [ 34 ] |
| 1993 | Kim Stanley Robinson     | "Vinland the Dream"                                                                     | Asimov's Science Fiction                                          | [ 34 ] |
| 1993 | Martha Soukup            | "The Arbitrary Placement of Walls"                                                      | Asimov's Science Fiction                                          | [ 34 ] |
| 1994 | Joe Haldeman*            | "Graves"                                                                                | The Magazine of Fantasy & Science Fiction                         | [ 35 ] |
| 1994 | Harlan Ellison           | "The Man Who Rowed Christopher Columbus Ashore"                                         | Omni                                                              | [ 35 ] |
| 1994 | Esther Friesner          | "All Vows"                                                                              | Asimov's Science Fiction                                          | [ 35 ] |
| 1994 | Lisa Goldstein           | "Alfred"                                                                                | Asimov's Science Fiction                                          | [ 35 ] |
| 1994 | Bridget McKenna          | "The Good Pup"                                                                          | The Magazine of Fantasy & Science Fiction                         | [ 35 ] |
| 1994 | William John Watkins     | "The Beggar in the Living Room"                                                         | Asimov's Science Fiction                                          | [ 35 ] |
| 1995 | Martha Soukup*           | "A Defense of the Social Contracts"                                                     | Science Fiction Age                                               | [ 36 ] |
| 1995 | Ben Bova                 | "Inspiration"                                                                           | The Magazine of Fantasy & Science Fiction                         | [ 36 ] |
| 1995 | Joe Haldeman             | "None So Blind"                                                                         | Asimov's Science Fiction                                          | [ 36 ] |
| 1995 | Barry N. Malzberg        | "Understanding Entropy"                                                                 | Science Fiction Age                                               | [ 36 ] |
| 1995 | Maureen F. McHugh        | "Virtual Love"                                                                          | The Magazine of Fantasy & Science Fiction                         | [ 36 ] |
| 1995 | Kate Wilhelm             | "I Know What You're Thinking"                                                           | Asimov's Science Fiction                                          | [ 36 ] |
| 1996 | Esther Friesner*         | "Death and the Librarian"                                                               | Asimov's Science Fiction                                          | [ 37 ] |
| 1996 | Kelley Eskridge          | "Alien Jane"                                                                            | Century                                                           | [ 37 ] |
| 1996 | Owl Goingback            | "Grass Dancer"                                                                          | Excalibur (Warner Aspect)                                         | [ 37 ] |
| 1996 | Lisa Goldstein           | "The Narcissus Plague"                                                                  | Asimov's Science Fiction                                          | [ 37 ] |
| 1996 | Geoffrey A. Landis       | "The Kingdom of Cats and Birds"                                                         | Science Fiction Age                                               | [ 37 ] |
| 1996 | Maureen F. McHugh        | "The Lincoln Train"                                                                     | The Magazine of Fantasy & Science Fiction                         | [ 37 ] |
| 1996 | Dave Smeds               | "Short Timer"                                                                           | The Magazine of Fantasy & Science Fiction                         | [ 37 ] |
| 1997 | Esther Friesner*         | "A Birthday"                                                                            | The Magazine of Fantasy & Science Fiction                         | [ 38 ] |
| 1997 | Kent Brewster            | "In the Pound, Near Breaktime"                                                          | Tomorrow Speculative Fiction                                      | [ 38 ] |
| 1997 | Kathleen Ann Goonan      | "The String"                                                                            | The Magazine of Fantasy & Science Fiction                         | [ 38 ] |
| 1997 | Jonathan Lethem          | "Five Fucks"                                                                            | The Wall of the Sky, The Wall of the Eye (Harcourt Brace)         | [ 38 ] |
| 1997 | Bruce Holland Rogers     | "These Shoes Strangers Have Died Of"                                                    | Enchanted Forests (DAW Books)                                     | [ 38 ] |
| 1997 | Dean Wesley Smith        | "In the Shade of the Slowboat Man"                                                      | The Magazine of Fantasy & Science Fiction                         | [ 38 ] |
| 1998 | Jane Yolen*              | "Sister Emily's Lightship"                                                              | Starlight 1 (Tor Books)                                           | [ 39 ] |
| 1998 | Gregory Feeley           | "The Crab Lice"                                                                         | Alternate Tyrants (Tor Books)                                     | [ 39 ] |
| 1998 | Karen Joy Fowler         | "The Elizabeth Complex"                                                                 | Crank!                                                            | [ 39 ] |
| 1998 | James Patrick Kelly      | "Itsy Bitsy Spider"                                                                     | Asimov's Science Fiction                                          | [ 39 ] |
| 1998 | Michael Swanwick         | "The Dead"                                                                              | Starlight 1 (Tor Books)                                           | [ 39 ] |
| 1998 | K. D. Wentworth          | "Burning Bright"                                                                        | Aboriginal SF                                                     | [ 39 ] |
| 1999 | Bruce Holland Rogers*    | "Thirteen Ways to Water"                                                                | Black Cats and Broken Mirrors (DAW Books)                         | [ 40 ] |
| 1999 | Steven Brust             | "When the Bow Breaks"                                                                   | The Essential Bordertown (Tor Books)                              | [ 40 ] |
| 1999 | Karen Joy Fowler         | "Standing Room Only"                                                                    | Asimov's Science Fiction                                          | [ 40 ] |
| 1999 | Lisa Goldstein           | "Fortune and Misfortune"                                                                | Asimov's Science Fiction                                          | [ 40 ] |
| 1999 | Geoffrey A. Landis       | "Winter Fire"                                                                           | Asimov's Science Fiction                                          | [ 40 ] |
| 1999 | K. D. Wentworth          | "Tall One"                                                                              | The Magazine of Fantasy & Science Fiction                         | [ 40 ] |
| 2000 | Leslie What*             | "The Cost of Doing Business"                                                            | Amazing Stories                                                   | [ 41 ] |
| 2000 | Constance Ash            | "Flower Kiss"                                                                           | Realms of Fantasy                                                 | [ 41 ] |
| 2000 | Bruce Holland Rogers     | "The Dead Boy at Your Window"                                                           | North American Review                                             | [ 41 ] |
| 2000 | Frances Sherwood         | "Basil the Dog"                                                                         | Atlantic Monthly                                                  | [ 41 ] |
| 2000 | Michael Swanwick         | "Radiant Doors"                                                                         | Asimov's Science Fiction                                          | [ 41 ] |
| 2000 | Michael Swanwick         | "Ancient Engines"                                                                       | Asimov's Science Fiction                                          | [ 41 ] |
| 2001 | Terry Bisson*            | "Macs"                                                                                  | The Magazine of Fantasy & Science Fiction                         | [ 42 ] |
| 2001 | Jeffrey Ford             | "The Fantasy Writer's Assistant"                                                        | The Magazine of Fantasy & Science Fiction                         | [ 42 ] |
| 2001 | Ellen Klages             | "Flying Over Water"                                                                     | Lady Churchill's Rosebud Wristlet                                 | [ 42 ] |
| 2001 | Severna Park             | "The Golem"                                                                             | Black Heart, Ivory Bones (Avon Books)                             | [ 42 ] |
| 2001 | Michael Swanwick         | "Scherzo with Tyrannosaur"                                                              | Asimov's Science Fiction                                          | [ 42 ] |
| 2001 | Pat York                 | "You Wandered Off Like a Foolish Child To Break Your Heart and Mine"                    | Silver Birch, Blood Moon (Avon Books)                             | [ 42 ] |
| 2002 | Severna Park*            | "The Cure for Everything"                                                               | Sci Fiction                                                       | [ 43 ] |
| 2002 | Michael A. Burstein      | "Kaddish for the Last Survivor"                                                         | Analog Science Fiction and Fact                                   | [ 43 ] |
| 2002 | Mike Resnick             | "The Elephants on Neptune"                                                              | Asimov's Science Fiction                                          | [ 43 ] |
| 2002 | Sherwood Smith           | "Mom and Dad at the Home Front"                                                         | Realms of Fantasy                                                 | [ 43 ] |
| 2002 | George Zebrowski         | "Wound the Wind"                                                                        | Analog Science Fiction and Fact                                   | [ 43 ] |
| 2003 | Carol Emshwiller*        | "Creature"                                                                              | The Magazine of Fantasy & Science Fiction                         | [ 44 ] |
| 2003 | Jeffrey Ford             | "Creation"                                                                              | The Magazine of Fantasy & Science Fiction                         | [ 44 ] |
| 2003 | Megan Lindholm           | "Cut"                                                                                   | Asimov's Science Fiction                                          | [ 44 ] |
| 2003 | Jack McDevitt            | "Nothing Ever Happens in Rock City"                                                     | Artemis                                                           | [ 44 ] |
| 2003 | Tim Pratt                | "Little Gods"                                                                           | Strange Horizons                                                  | [ 44 ] |
| 2003 | Michael Swanwick         | "The Dog Said Bow-Wow"                                                                  | Asimov's Science Fiction                                          | [ 44 ] |
| 2004 | Karen Joy Fowler*        | "What I Didn't See"                                                                     | Sci Fiction                                                       | [ 45 ] |
| 2004 | Eleanor Arnason          | "Knapsack Poems"                                                                        | The New Yorker                                                    | [ 45 ] |
| 2004 | Kevin Brockmeier         | "The Brief History of the Dead"                                                         | Asimov's Science Fiction                                          | [ 45 ] |
| 2004 | Harlan Ellison           | "Good-Bye to All That"                                                                  | McSweeney's Mammoth Treasury of Thrilling Tales (Hamish Hamilton) | [ 45 ] |
| 2004 | Carol Emshwiller         | "Grandma"                                                                               | The Magazine of Fantasy & Science Fiction                         | [ 45 ] |
| 2004 | Molly Gloss              | "Lambing Season"                                                                        | Asimov's Science Fiction                                          | [ 45 ] |
| 2004 | James Van Pelt           | "The Last of the O-Forms"                                                               | Asimov's Science Fiction                                          | [ 45 ] |
| 2005 | Eileen Gunn*             | "Coming to Terms"                                                                       | Stable Strategies and Others (Tachyon Publications)               | [ 46 ] |
| 2005 | Mike Moscoe              | "The Strange Redemption of Sister Mary Anne"                                            | Analog Science Fiction and Fact                                   | [ 46 ] |
| 2005 | Mike Resnick             | "Travels with My Cats"                                                                  | Asimov's Science Fiction                                          | [ 46 ] |
| 2005 | Benjamin Rosenbaum       | "Embracing-The-New"                                                                     | Asimov's Science Fiction                                          | [ 46 ] |
| 2005 | Greg van Eekhout         | "In the Late December"                                                                  | Strange Horizons                                                  | [ 46 ] |
| 2005 | Ken Wharton              | "Aloha"                                                                                 | Analog Science Fiction and Fact                                   | [ 46 ] |
| 2006 | Carol Emshwiller*        | "I Live With You"                                                                       | The Magazine of Fantasy & Science Fiction                         | [ 47 ] |
| 2006 | K. D. Wentworth          | "Born Again"                                                                            | The Magazine of Fantasy & Science Fiction                         | [ 47 ] |
| 2006 | Dale Bailey              | "The End of the World as We Know It"                                                    | The Magazine of Fantasy & Science Fiction                         | [ 47 ] |
| 2006 | Nancy Kress              | "My Mother, Dancing"                                                                    | Asimov's Science Fiction                                          | [ 47 ] |
| 2006 | Margo Lanagan            | "Singing My Sister Down"                                                                | Black Juice (Allen & Unwin)                                       | [ 47 ] |
| 2006 | Anne Harris              | "Still Life with Boobs"                                                                 | Talebones                                                         | [ 47 ] |
| 2006 | Richard Bowes            | "There's a Hole in the City"                                                            | Sci Fiction                                                       | [ 47 ] |
| 2007 | Elizabeth Hand*          | "Echo"                                                                                  | The Magazine of Fantasy & Science Fiction                         | [ 48 ] |
| 2007 | Esther Friesner          | "Helen Remembers the Stork Club"                                                        | The Magazine of Fantasy & Science Fiction                         | [ 48 ] |
| 2007 | Eugene Mirabelli         | "The Woman in Schrodinger's Wave Equations"                                             | The Magazine of Fantasy & Science Fiction                         | [ 48 ] |
| 2007 | Jack McDevitt            | "Henry James, This One's for You"                                                       | Subterranean Magazine                                             | [ 48 ] |
| 2007 | Karina Sumner-Smith      | "An End to All Things"                                                                  | Children of Magic (DAW Books)                                     | [ 48 ] |
| 2007 | Theodora Goss            | "Pip and the Fairies"                                                                   | Strange Horizons                                                  | [ 48 ] |
| 2008 | Karen Joy Fowler*        | "Always"                                                                                | Asimov's Science Fiction                                          | [ 49 ] |
| 2008 | Andy Duncan              | "Unique Chicken Goes In Reverse"                                                        | Eclipse 1 (Night Shade Books)                                     | [ 49 ] |
| 2008 | David D. Levine          | "Titanium Mike Saves the Day"                                                           | The Magazine of Fantasy & Science Fiction                         | [ 49 ] |
| 2008 | Vera Nazarian            | "The Story of Love"                                                                     | Salt of the Air (Prime Books)                                     | [ 49 ] |
| 2008 | Jennifer Pelland         | "Captive Girl"                                                                          | Helix SF                                                          | [ 49 ] |
| 2008 | Mary Turzillo            | "Pride"                                                                                 | Fast Forward 1: Future Fiction from the Cutting Edge (Pyr)        | [ 49 ] |
| 2009 | Nina Kiriki Hoffman*     | "Trophy Wives"                                                                          | Fellowship Fantastic (DAW Books)                                  | [ 50 ] |
| 2009 | Mike Allen               | "The Button Bin"                                                                        | Helix SF                                                          | [ 50 ] |
| 2009 | Jeffrey Ford             | "The Dreaming Wind"                                                                     | The Coyote Road: Trickster Tales (Viking Press)                   | [ 50 ] |
| 2009 | Kij Johnson              | "26 Monkeys, Also the Abyss"                                                            | Asimov's Science Fiction                                          | [ 50 ] |
| 2009 | Gwyneth Jones            | "The Tomb Wife"                                                                         | The Magazine of Fantasy & Science Fiction                         | [ 50 ] |
| 2009 | James Patrick Kelly      | "Don't Stop"                                                                            | Asimov's Science Fiction                                          | [ 50 ] |
| 2009 | Ruth Nestvold            | "Mars: A Traveler's Guide"                                                              | The Magazine of Fantasy & Science Fiction                         | [ 50 ] |
| 2010 | Kij Johnson*             | "Spar"                                                                                  | Clarkesworld Magazine                                             | [ 51 ] |
| 2010 | Saladin Ahmed            | "Hooves and the Hovel of Abdel Jameela"                                                 | Clockwork Phoenix 2 (Norilana Books)                              | [ 51 ] |
| 2010 | Michael A. Burstein      | "I Remember the Future"                                                                 | I Remember the Future (Apex Publications)                         | [ 51 ] |
| 2010 | N. K. Jemisin            | "Non-Zero Probabilities"                                                                | Clarkesworld Magazine                                             | [ 51 ] |
| 2010 | James Patrick Kelly      | "Going Deep"                                                                            | Asimov's Science Fiction                                          | [ 51 ] |
| 2010 | Will McIntosh            | "Bridesicle"                                                                            | Asimov's Science Fiction                                          | [ 51 ] |
| 2011 | Harlan Ellison*          | "How Interesting: A Tiny Man"                                                           | Realms of Fantasy                                                 | [ 52 ] |
| 2011 | Kij Johnson*             | "Ponies"                                                                                | Tor.com                                                           | [ 52 ] |
| 2011 | Adam-Troy Castro         | "Arvies"                                                                                | Lightspeed                                                        | [ 52 ] |
| 2011 | Vylar Kaftan             | "I'm Alive, I Love You, I'll See You in Reno"                                           | Lightspeed                                                        | [ 52 ] |
| 2011 | Amal El-Mohtar           | "The Green Book"                                                                        | Apex Magazine                                                     | [ 52 ] |
| 2011 | Jennifer Pelland         | "Ghosts of New York"                                                                    | Dark Faith (Apex Publications)                                    | [ 52 ] |
| 2011 | Felicity Shoulders       | "Conditional Love"                                                                      | Asimov's Science Fiction                                          | [ 52 ] |
| 2012 | Ken Liu*                 | "The Paper Menagerie"                                                                   | The Magazine of Fantasy & Science Fiction                         | [ 53 ] |
| 2012 | Adam-Troy Castro         | "Her Husband's Hands"                                                                   | Lightspeed                                                        | [ 53 ] |
| 2012 | Tom Crosshill            | "Mama, We are Zhenya, Your Son"                                                         | Lightspeed                                                        | [ 53 ] |
| 2012 | Nancy Fulda              | "Movement"                                                                              | Asimov's Science Fiction                                          | [ 53 ] |
| 2012 | Aliette de Bodard        | "Shipbirth"                                                                             | Asimov's Science Fiction                                          | [ 53 ] |
| 2012 | David W. Goldman         | "The Axiom of Choice"                                                                   | New Haven Review                                                  | [ 53 ] |
| 2012 | E. Lily Yu               | "The Cartographer Wasps and the Anarchist Bees"                                         | Clarkesworld Magazine                                             | [ 53 ] |
| 2013 | Aliette de Bodard*       | "Immersion"                                                                             | Clarkesworld Magazine                                             | [ 54 ] |
| 2013 | Helena Bell              | "Robot"                                                                                 | Clarkesworld Magazine                                             | [ 54 ] |
| 2013 | Tom Crosshill            | "Fragmentation, or Ten Thousand Goodbyes"                                               | Clarkesworld Magazine                                             | [ 54 ] |
| 2013 | Leah Cypess              | "Nanny's Day"                                                                           | Asimov's Science Fiction                                          | [ 54 ] |
| 2013 | Maria Dahvana Headley    | "Give Her Honey When You Hear Her Scream"                                               | Lightspeed                                                        | [ 54 ] |
| 2013 | Ken Liu                  | "The Bookmaking Habits of Select Species"                                               | Lightspeed                                                        | [ 54 ] |
| 2013 | Cat Rambo                | "Five Ways to Fall in Love on Planet Porcelain"                                         | Near + Far (Hydra House)                                          | [ 54 ] |
| 2014 | Rachel Swirsky*          | "If You Were a Dinosaur, My Love"                                                       | Apex Magazine                                                     | [ 55 ] |
| 2014 | Matthew Kressel          | "The Sounds of Old Earth"                                                               | Lightspeed                                                        | [ 55 ] |
| 2014 | Sofia Samatar            | "Selkie Stories Are for Losers"                                                         | Strange Horizons                                                  | [ 55 ] |
| 2014 | Kenneth Schneyer         | "Selected Program Notes from the Retrospective Exhibition of Theresa Rosenberg Latimer" | Clockwork Phoenix 4 (Mythic Delirium Books)                       | [ 55 ] |
| 2014 | Sylvia Spruck Wrigley    | "Alive, Alive Oh"                                                                       | Lightspeed                                                        | [ 55 ] |
| 2015 | Ursula Vernon*           | "Jackalope Wives"                                                                       | Apex Magazine                                                     | [ 56 ] |
| 2015 | Aliette de Bodard        | "The Breath of War"                                                                     | Beneath Ceaseless Skies                                           | [ 56 ] |
| 2015 | Eugie Foster             | "When It Ends, He Catches Her"                                                          | Daily Science Fiction                                             | [ 56 ] |
| 2015 | Matthew Kressel          | "The Meeker and the All-Seeing Eye"                                                     | Clarkesworld Magazine                                             | [ 56 ] |
| 2015 | Usman T. Malik           | "The Vaporization Enthalpy of a Peculiar Pakistani Family"                              | Qualia Nous (Written Backwards)                                   | [ 56 ] |
| 2015 | Sarah Pinsker            | "A Stretch of Highway Two Lanes Wide"                                                   | The Magazine of Fantasy & Science Fiction                         | [ 56 ] |
| 2015 | Alyssa Wong              | "The Fisher Queen"                                                                      | The Magazine of Fantasy & Science Fiction                         | [ 56 ] |
| 2016 | Alyssa Wong*             | "Hungry Daughters of Starving Mothers"                                                  | Nightmare Magazine                                                | [ 57 ] |
| 2016 | Naomi Kritzer            | "Cat Pictures Please"                                                                   | Clarkesworld Magazine                                             | [ 57 ] |
| 2016 | David D. Levine          | "Damage"                                                                                | Tor.com                                                           | [ 57 ] |
| 2016 | Amal El-Mohtar           | "Madeleine"                                                                             | Lightspeed                                                        | [ 57 ] |
| 2016 | Martin L. Shoemaker      | "Today I Am Paul"                                                                       | Clarkesworld Magazine                                             | [ 57 ] |
| 2016 | Sam J. Miller            | "When Your Child Strays from God"                                                       | Clarkesworld Magazine                                             | [ 57 ] |
| 2017 | Brooke Bolander          | "Our Talons Can Crush Galaxies"                                                         | Uncanny Magazine                                                  | [ 58 ] |
| 2017 | Amal El-Mohtar           | "Seasons of Glass and Iron"                                                             | The Starlit Wood (Saga Press)                                     | [ 58 ] |
| 2017 | Barbara Krasnoff         | "Sabbath Wine"                                                                          | Clockwork Phoenix 5 (Mythic Delirium Books)                       | [ 58 ] |
| 2017 | Sam J. Miller            | "Things With Beards"                                                                    | Clarkesworld Magazine                                             | [ 58 ] |
| 2017 | A. Merc Rustad           | "This Is Not a Wardrobe Door"                                                           | Fireside Magazine                                                 | [ 58 ] |
| 2017 | Alyssa Wong              | "A Fist of Permutations in Lightning and Wildflowers"                                   | Tor.com                                                           | [ 58 ] |
| 2017 | Caroline M. Yoachim      | Hours Since the Last Patient Death: 0"                                                  | Lightspeed                                                        | [ 58 ] |